# Karol II (książę Lotaryngii)
Karol II (I) (ur. prawd. w 1364, zm. 25 stycznia 1431 w Nancy) – książę Lotaryngii od 1390 z dynastii z Châtenois.

## Życiorys
Karol był najstarszym synem księcia Lotaryngii Jana I i Zofii, córki hrabiego Wirtembergii Eberharda II. Wychowywał się na dworze księcia Burgundii Filipa Śmiałego. W 1390 objął po śmierci ojca tron lotaryński. Znacząco zmienił politykę księstwa, opowiadając się po stronie władców Niemiec przeciwko królom francuskim. Szukał wsparcia księcia Burgundii Jana bez Trwogi i blisko związał się ze swym teściem królem Niemiec Ruprechtem. W 1407 regent królestwa francuskiego Ludwik Orleański zorganizował koalicję skierowaną przeciwko Karolowi, ten jednak zdołał wyjść zwycięsko z tego konfliktu. Stojąc u boku książąt burgundzkich otrzymał funkcję konetabla Francji. W 1420 wydał swoją córkę Izabelę za dziedzica księstwa Bar René I Andegaweńskiego, a w 1425 ustanowił prawo pozwalające na dziedziczenie tronu książęcego w Lotaryngii w linii żeńskiej. Odsunął w ten sposób od tronu swego brata Fryderyka i zapewnił przyszłe zjednoczenie Lotaryngii i księstwa Bar pod berłem swego zięcia.

## Życie prywatne
W 1393 Karol poślubił Małgorzatę (ur. 1376, zm. w 1434), córkę palatyna reńskiego i króla Niemiec Ruprechta z dynastii Wittelsbachów. Z małżeństwa tego pochodziło czworo dzieci – zmarli w młodości synowie Ludwik i Rudolf oraz dwie córki:
- Izabelę (zm. 1453), żonę Rene z dynastii Walezjuszów, księcia Andegawenii i następcy Karola jako księcia Lotaryngii,
- Katarzynę (zm. 1439), żonę Jakuba I z dynastii Zähringen, margrabiego Badenii[1][2].